# Gérard Migeon
Gérard Migeon (* 28. November 1947 in Longjumeau) ist ein ehemaliger französischer Fußballtorwart.

## Karriere
Migeon wuchs in der Umgebung der französischen Hauptstadt Paris auf und spielte dort für mehrere Klubs, bevor er seinen Militärdienst in Joinville leistete und sich 1967 dem lokalen Zweitligisten RC Joinville anschloss. Nach einem Jahr als Stammtorwart wurde er 1968 von Talentscout Pierre Garonnaire zur AS Saint-Étienne in die höchste französische Spielklasse geholt, wo er hinter Georges Carnus als zweiter Torwart vorgesehen war. Dank gelegentlicher Einsätze erreichte er eine direkte Beteiligung am Meistertitel 1969 und an der Titelverteidigung im Jahr darauf. 
Aufgrund einer Affäre im März 1971, als bekannt wurde, dass Carnus und ein weiterer Mannschaftskollege für die folgende Saison bereits einen Vertrag bei Olympique Marseille und damit dem Konkurrenten im Meisterrennen unterzeichnet hatten, wurde Carnus vom Verein suspendiert und Migeon avancierte zum Stammtorwart. In dieser Rolle leistete er sich bei einem mitentscheidenden Spiel gegen Marseille drei schwere Fehler, die den Sieg und somit eventuell den Titel kosteten. Dennoch blieb er in der darauffolgenden Spielzeit zunächst Stammspieler, bis Ivan Ćurković ihn zur Winterpause 1971/72 verdrängte. Angesichts dessen wurde Migeon im Sommer 1972 an den Zweitligisten SC Toulon ausgeliehen und absolvierte dort ein Jahr als erster Torhüter, bis er 1973 nach Saint-Étienne zurückkehrte; es verging ein weiteres Jahr, in dessen Verlauf er nicht zum Einsatz kam, da die Verantwortlichen weiterhin auf Ćurković setzten.
Dementsprechend unterschrieb der Spieler 1974 beim Konkurrenzverein Olympique Marseille, wo er hinter René Charrier zunächst die Rolle der Nummer zwei im Tor innehatte, ehe er sich in der zweiten Saison als Stammtorwart etablieren konnte, da Charrier an dauerhaften Folgen eines Autounfalls litt. Als solcher schaffte er den Einzug ins Pokalfinale 1976, in dem er dank eines 2:0-Sieges gegen Olympique Lyon mit seiner Mannschaft den Titel holte. Er behielt in den folgenden Jahren seine Position zwischen den Pfosten und musste auf diesem Wege 1980 den Abstieg in die Zweitklassigkeit hinnehmen. 1981 beendete er mit 33 Jahren nach 191 Erst- und 82 Zweitligapartien seine Profilaufbahn.
Im Anschluss an sein Karriereende war der Ex-Profi kurzzeitig für einen Amateurklub als Spielertrainer aktiv, verwarf die Idee einer möglichen Trainerlaufbahn aber schnell und ließ sich stattdessen als Gastronom im südfranzösischen Hyères nieder. Dort bewarb er sich 2008 erfolglos um einen Sitz im Gemeinderat; 2010 wurde ihm das Präsidentenamt beim Viertligisten FC Hyères übertragen.